# ذخیره‌گاه دجا
ذخیره‌گاه حیوانی دجا، در جنوب شرقی کامرون قرار دارد و یک میراث جهانی یونسکو است که در سال ۱۹۸۷ در این فهرست ثبت شده‌است. دلیل ثبت این مکان شامل تنوع گونه‌های موجود در پارک، وجود ۵ گونه پستاندار در معرض تهدید است. این ذخیره‌گاه از بسیاری شرکای بین‌المللی و حامیان حفاظت در کامرون پشتیبانی قابل توجهی برای مدیریت خود دریافت می‌کند.

## زمین‌شناسی
رودخانه دجا تقریباً به‌طور کامل محوطه را احاطه کرده و یک مرز طبیعی را تشکیل داده‌است که ۵۶۰٬۰۰۰ هکتار را محصور کرده‌است.